# Blairstown (Iowa)
Blairstown és una població dels Estats Units a l'estat d'Iowa. Segons el cens del 2000 tenia 682 habitants.

## Demografia
Segons el cens del 2000, Blairstown tenia 682 habitants, 289 habitatges, i 195 famílies. La densitat de població era de 548,6 habitants per km².
Dels 289 habitatges en un 30,1% hi vivien nens de menys de 18 anys, en un 57,4% hi vivien parelles casades, en un 8,3% dones solteres, i en un 32,2% no eren unitats familiars. En el 28,7% dels habitatges hi vivien persones soles el 16,3% de les quals corresponia a persones de 65 anys o més que vivien soles. El nombre mitjà de persones vivint en cada habitatge era de 2,36 i el nombre mitjà de persones que vivien en cada família era de 2,87.
Per edats la població es repartia de la següent manera: un 24,8% tenia menys de 18 anys, un 6,5% entre 18 i 24, un 27,1% entre 25 i 44, un 19,2% de 45 a 60 i un 22,4% 65 anys o més.
L'edat mediana era de 39 anys. Per cada 100 dones de 18 o més anys hi havia 86,5 homes.
La renda mediana per habitatge era de 40.662 $ i la renda mediana per família de 47.778 $. Els homes tenien una renda mediana de 36.705 $ mentre que les dones 22.083 $. La renda per capita de la població era de 16.828 $. Entorn del 5,9% de les famílies i l'11% de la població estaven per davall del llindar de pobresa.

## Poblacions més properes
El següent diagrama mostra les poblacions més properes.